# Danville (Indiana)
La ville de Danville est le siège du comté de Hendricks, situé dans l'Indiana, aux États-Unis. Sa population s’élevait à 9 001 habitants lors du recensement de 2010.

## Démographie
| Groupe            | Danville | Indiana | États-Unis |
| ----------------- | -------- | ------- | ---------- |
| Blancs            | 96,8     | 84,3    | 72,4       |
| Métis             | 1,4      | 2,0     | 2,9        |
| Afro-Américains   | 0,8      | 9,1     | 12,6       |
| Autres            | 0,4      | 2,7     | 6,4        |
| Asiatiques        | 0,4      | 1,6     | 4,8        |
| Amérindiens       | 0,2      | 0,3     | 0,9        |
| Total             | 100      | 100     | 100        |
|                   |          |         |            |
| Latino-Américains | 1,8      | 6,0     | 16,7       |

Selon l'American Community Survey, pour la période 2011-2015, 96,36 % de la population âgée de plus de 5 ans déclare parler anglais à la maison, alors que 1,52 % déclare parler l'espagnol, 0,80 % une langue chinoise et 1,32 % une autre langue.

## Source
- (en) Cet article est partiellement ou en totalité issu de l’article de Wikipédia en anglais intitulé « Danville, Indiana » (voir la liste des auteurs).

1. ↑  (en) « Danville, IN Population - Census 2010 and 2000 », sur censusviewer.com.
2. ↑  (en) « Population of Indiana - Census 2010 and 2000 », sur censusviewer.com.
3. ↑  (en) « Language spoken at home by ability to speak English for the population 5 years and over », sur factfinder.census.gov.